# Hadewijch de Antuérpia
Hadewijch de Antuérpia (também chamada de Hadewijch de Brabante) foi uma poetisa e mística brabante do século XIII. Hoje é geralmente aceito que Hadewijch foi a "grande senhora" - isto é, a líder religiosa - de um grupo de beguinas.
Pouco se sabe sobre sua vida. Há indícios de que escreveu entre 1230 e 1250 - mas não necessariamente só nesse período. Suspeita-se que viveu no Ducado de Brabante, talvez em Antuérpia devido a algumas referências em suas obras. O fato parece mais provável porque ela escrevia no dialeto brabantino do neerlandês médio. Ademais, os únicos manuscritos medievais de sua obra que restaram provêm da antiga região do ducado - dois foram encontrados perto de Bruxelas, e um é de Lovaina. Este último contém uma nota tardia, do século XV, que diz De B(eata) Hadewigis de Antverpia.
Seus escritos indicam que ela fora educada por instrutores privados e, portanto, dispunha de alto status social. Hadewijch dominava o neerlandês, mas também demonstrava maestria com latim. Quase certamente também sabia francês, porque tinha vasto conhecimento sobre a chanson d'amour francesa e usava palavras deste idioma adequadamente. Seu conhecimento não se restringia a línguas: ela conhecia retórica, astronomia ptolemaica, numerologia, teoria musical, história da igreja e a maior parte dos escritores canônicos do século anterior.
Sua obra, que inclui 31 cartas, 61 poemas e catorze descrições de visões, é considerada uma das maiores obras literárias em neerlandês. Hadewijch adotou o holandês como seu idioma literário, uma escolha pouco usual em uma época em que o latim dominava. Seus escritos descrevem vários aspectos de sua fé e do seu misticismo. Hadewijch foi a maior representante do assim chamado misticismo de amor em seu século. O misticismo do amor era um fenômeno exclusivamente feminino, em que a fiel tem experiências religiosas extasiantes e, por vezes, até violentas. Seu resultado é um amor místico intenso, que resulta até mesmo em efeitos psicossomáticos e visões. O casamento é uma metáfora muito utilizada para expressar esse amor. De fato, seus trabalhos mostram uma considerável influência da chanson d'amour.
Para compreender as visões de Hadewijch, é preciso se atentar, em primeiro lugar, ao quadro histórico social em que esta beguina vivia. Ela, inserida no movimento beguinal do século XIII, na tentativa de esclarecer o que é o divino e a partir de suas concepções, criou por meio de suas visões a imagem daquilo que seus seguidores – em grande parte mulheres – acreditavam ser a principal característica do divino, ou seja, seu foco principal foi a paixão de e por Cristo o, mas não deixando de demonstrar novas concepções acerca da divindade".
Hadewijch evidencia em seus textos que o amor divino deve ser livre e orgulhoso, o qual cria autonomia e autoconsciência ao sujeito que o sente. Em seus escritos, ela ligou canções religiosas com poesia dos trovadores contemporâneos, usando dessa analogia para se mostrar como noiva e amante de Deus. Para Hadewijch, o amor místico passava por três etapas: primeiro se tomava conhecimento do amor de Cristo; a isso se seguia uma entrega incondicional; por fim, a fiel alcançava o equilíbrio entre o amor místico e a vida terrena. Ela julgava que o amor místico a Deus era o único amor pleno, e sua obra dedica-se a mostrar quão central era este sentimento em sua vida. O caminho para o amor divino foi, também, o espaço que Hadewijch encontrou para orientar sua teologia, afirmando a possibilidade de igualdade na sociedade às mulheres que seguissem essa jornada.